# Cigugur Girang
Cigugur Girang is een bestuurslaag in het regentschap Bandung Barat van de provincie West-Java, Indonesië. Cigugur Girang telt 13.850 inwoners (volkstelling 2010).